# Progresso Associação do Sambizanga
Progresso Associação do Sambizanga é um clube de futebol angolano, sua sede fica no bairro de Sambizanga, Luanda, capital de Angola.

## História
O clube foi fundado a 17 de Novembro de 1975 como resultado da fusão de três outros clubes: Juventude Unida do Bairro Alfredo, Juventista e Vaza.
Realiza seus jogos no Estádio dos Coqueiros, com capacidade para 4.000 torcedores. O clube faz pré temporada no Brasil desde 2012 na Toca da Raposa I e realiza jogos treino contra o Cruzeiro e o Atlético Mineiro.

## Títulos
- Taça de Angola: 1 (1996)